# Eduard Kukan

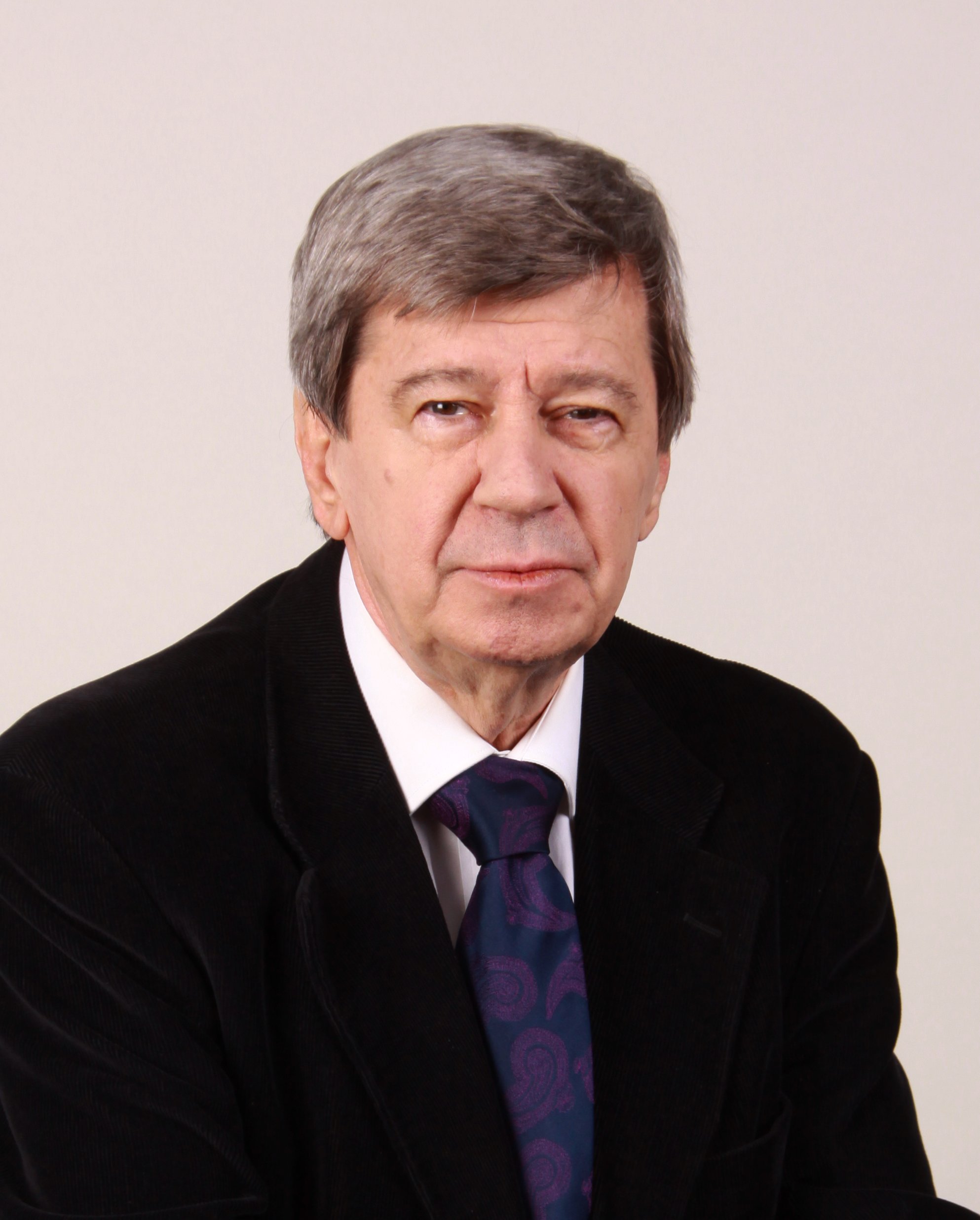
Eduard Kukan (2014)

Eduard Kukan (* 26. Dezember 1939 in Trnovec nad Váhom, Komitat Neutra-Preßburg, Königreich Ungarn, heute Slowakei; † 10. Februar 2022 in Bratislava, Slowakei) war ein tschechoslowakischer bzw. slowakischer Diplomat und Politiker (DÚ, SDKÚ-DS, seit 2016 parteilos). Er war von 1998 bis 2006 Außenminister der Slowakei und von 2009 bis 2019 Mitglied des Europäischen Parlaments.

## Leben
Kukan studierte und schloss 1964 sein Studium am Staatlichen Moskauer Institut für Internationale Beziehungen ab und hat dabei den Grad des Doktors der Rechte an der Karls-Universität Prag erhalten.
Von 1964 bis 1990 war er im Außenministerium der Tschechoslowakei in verschiedenen Dienststellungen; so arbeitete er an den Botschaften in Lusaka (1968–1973), Washington, D.C. (1977–1981) und war Botschafter in Addis Abeba (1985–1988). Kurz nach der Wende im Jahr 1989, als er auch die seit 1964 bestehende Mitgliedschaft in der KSČ beendete, wurde er zum Ständigen Vertreter der Tschechoslowakei bei den Vereinten Nationen ernannt (1990–92). Nach der Auflösung der Tschechoslowakei vertrat er von 1993 bis 1994 die Slowakische Republik bei den UN.
Von März bis Dezember 1994 war er Außenminister der Regierung Moravčík. Danach war er von 1995 bis 2000 Mitglied der liberalen Partei Demokratische Union (DÚ) und seit 1997 auch ihr Vorsitzender. Kurz vor den Parlamentswahlen 1998 wurde er Mitglied der Slowakischen Demokratischen Koalition, ein Bündnis bürgerlicher Parteien, zu denen auch die DÚ gehörte, und wurde zum stellvertretenden Vorsitzenden gewählt. Kurz nach den Parlamentswahlen wurde er am 15. Oktober 1998 zum Außenminister der ersten Regierung von Mikuláš Dzurinda ernannt und blieb darauf auch in der zweiten Regierung von Dzurinda nach den Parlamentswahlen 2002. Am 7. Mai 1999 wurde von UN-Generalsekretär Kofi Annan zum UN-Sondergesandten für den Balkan ernannt (bis zum 30. Juni 2000).
Die DÚ ging im Februar 2000 in der Partei Slowakische Demokratische und Christliche Union (SDKÚ, seit 2006 SDKÚ-DS) auf, der Kukan in der Folgezeit angehörte. Bei den Präsidentschaftswahlen 2004 trat er als Regierungskandidat an, blieb aber in der ersten Runde mit 22,1 % knapp hinter Vladimír Mečiar und Ivan Gašparovič und konnte damit nicht an der Stichwahl teilnehmen. Nach den Parlamentswahlen 2006 wurde er Abgeordneter des slowakischen Parlaments.
Dieses Mandat legte er nieder, nachdem er bei der Europawahl 2009 für die SDKÚ-DS zum Mitglied des EU-Parlaments gewählt worden war. Dort saß er in der christdemokratischen Fraktion der Europäischen Volkspartei (EVP), war bis 2014 Vorsitzender der Delegation für die Beziehungen zu Albanien, Bosnien und Herzegowina, Serbien, Montenegro sowie Kosovo, Mitglied im Ausschuss für auswärtige Angelegenheiten sowie im Unterausschuss für Menschenrechte. Nach seiner Wiederwahl bei der Europawahl 2014 war er Vorsitzender der Delegation für den Parlamentarischen Stabilitäts- und Assoziationsausschuss EU-Serbien, weiterhin Mitglied im Ausschuss für auswärtige Angelegenheiten sowie im Unterausschuss für Sicherheit und Verteidigung. Kukan leitete 2016 die EU-Wahlbeobachtermission bei der Parlamentswahl in Uganda. Im November 2016 trat er aus der SDKÚ-DS aus, blieb aber als parteiloser Abgeordneter in der EVP-Fraktion. 2019 schied er aus dem Europäischen Parlament aus.
Kukan war verheiratet und Vater zweier Kinder. Er sprach Englisch, Russisch, Spanisch und Swahili. Kukan starb am 10. Februar 2022 während eines Aufenthalts in der Comenius-Universität Bratislava im Alter von 82 Jahren an Herzversagen.